# Ketik
La rivière Ketik est un cours d'eau d'Alaska, aux États-Unis situé dans le borough de North Slope. C'est un affluent de la rivière Avalik, elle-même affluent de la rivière Kuk.

## Description
Longue de 85 milles (137 km), elle coule en direction du nord-nord-est pour rejoindre la rivière Avalik à 2 milles (3 km) à l'est de la  rivière Kuk et à 36 milles (58 km) au sud-sud-est de Wainwright, dans la plaine arctique.
Son nom eskimo a été référencé en 1924 par W.T. Foran, de l'United States Geological Survey.

## Sources
- (en) « Ketik », Geographic Names Information System